# Fals gavial

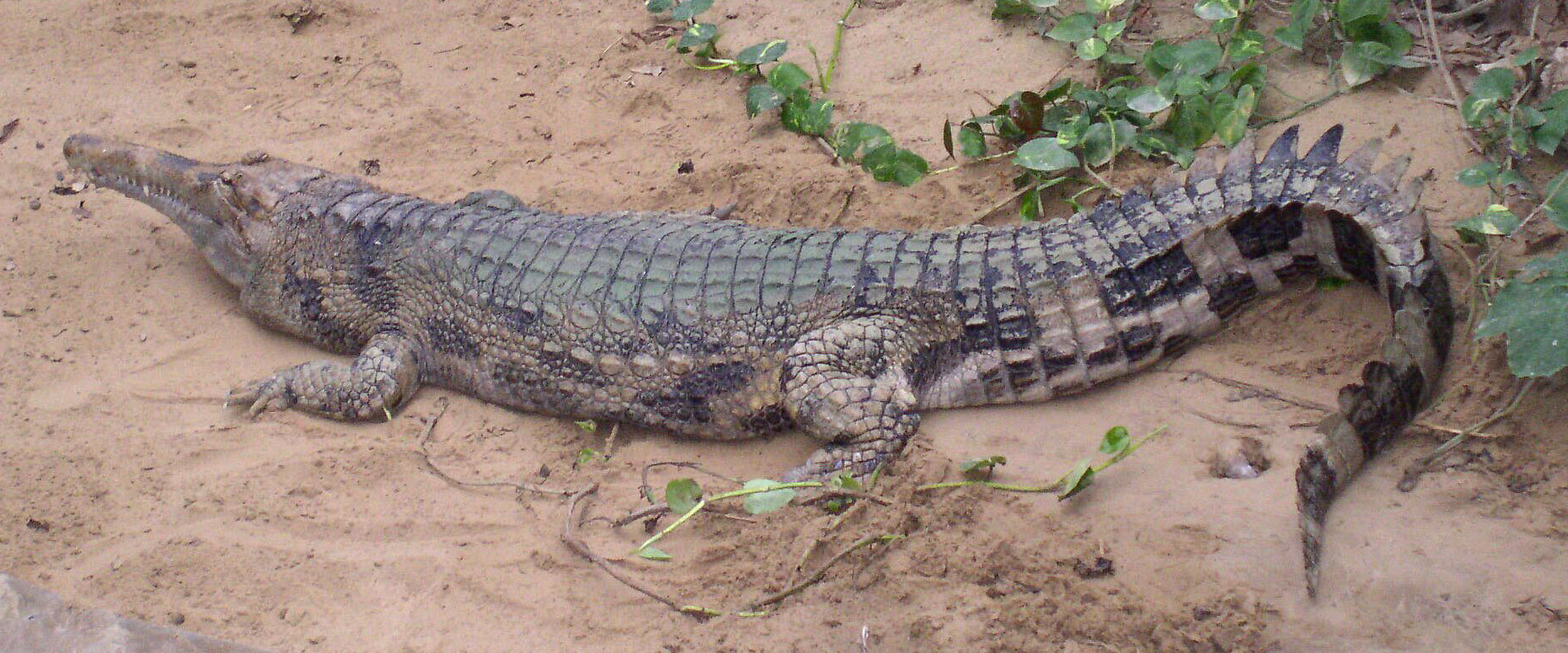
Fals gavial al Tierpark de Berlín

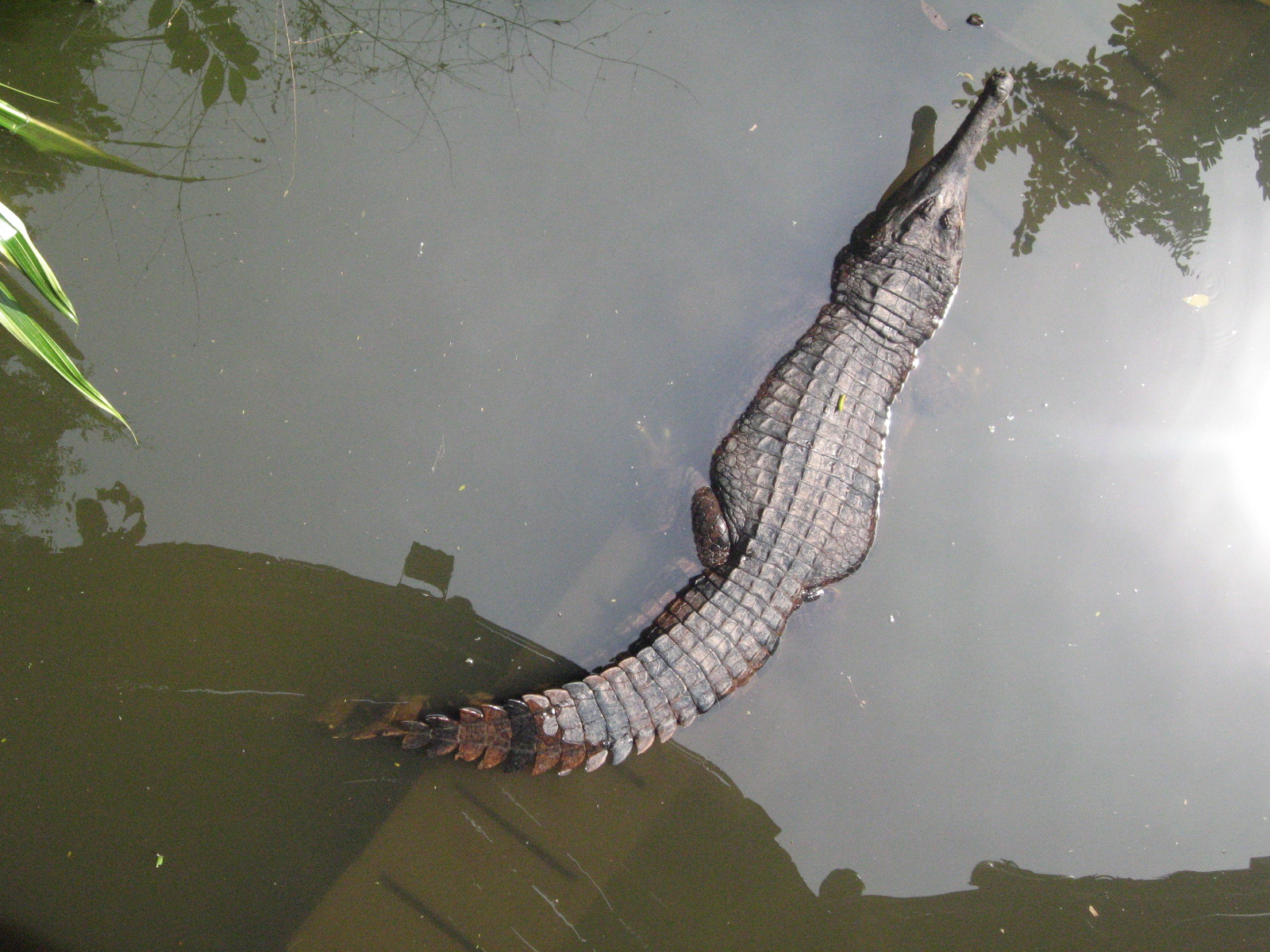
L'exemplar del zoo de Singapur

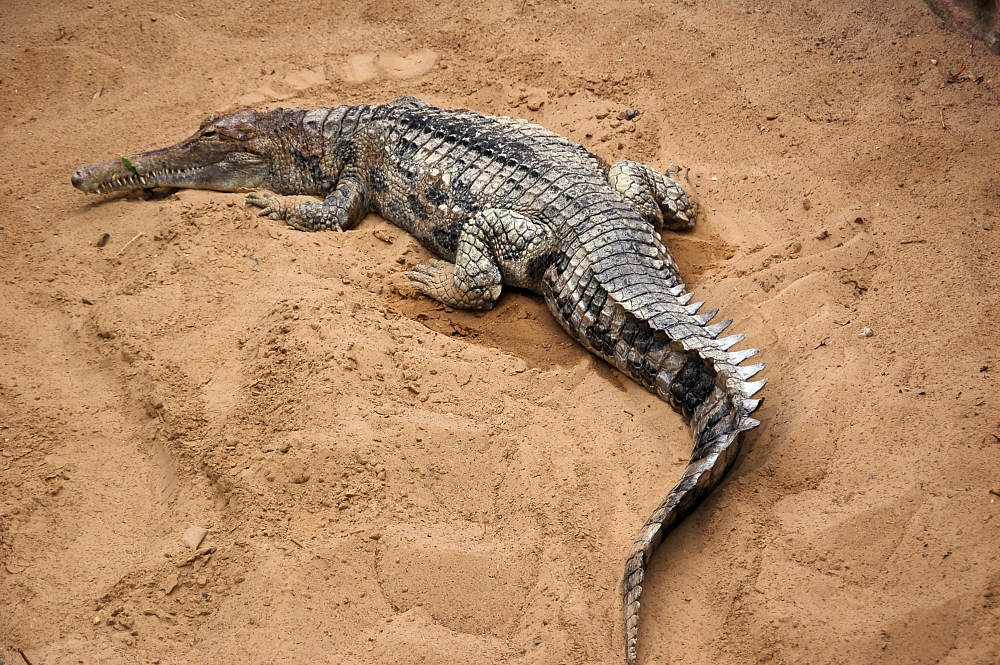
Fals gavial a la sorra

El cocodril malai o fals gavial (Tomistoma schlegelii) és una espècie de crocodilià pertanyent a la família Gavialidae.

## Descripció
- Pot arribar fins als 4 m de llargària total.
- Pesa fins a 80 kg.
- Té un musell estret i llarg, la llargària del qual és de 3 a 4 vegades l'amplada del crani, però amb la diferència respecte a l'autèntic gavial (Gavialis gangeticus) que s'estreny gradualment des de la base cranial.
- Nombre total de dents: 76-84.
- Presenta una coloració bruna amb abundants taques i bandes que es mantenen quan és adult (a diferència d'altres cocodrils).[7]

## Reproducció
És ovípar i la femella assoleix la maduresa sexual en arribar als 2,5-3 m de llargària. La posta és de 20-60 ous i el període d'incubació té una durada de 2-3 mesos. Les cries no reben atenció dels pares i, com a conseqüència, la mortalitat és alta, ja que els depredadors (porcs salvatges i d'altres rèptils) se n'aprofiten.

## Alimentació
Té un musell allargat especialitzat per a capturar peixos, però, en realitat, és un depredador generalista: les anàlisis del contingut estomacal d'exemplars d'aquesta espècie a Malàisia demostren que també es nodreix d'insectes, crustacis i mamífers (com ara, macacos).

## Hàbitat
Viu en tota mena d'hàbitats d'aigües dolces: pantans, llacs i rius.

## Distribució geogràfica
Es troba a bona part del Sud-est asiàtic: Indonèsia (Sumatra, Borneo, Java i Sulawesi),), Malàisia, Singapur, el sud de Tailàndia (tot i que no hi ha estat vist des del 1970) i, possiblement també, el Vietnam. Antigament, la seua distribució arribava fins a la Xina i Taiwan.

## Costums
És gregari.

## Longevitat
La seua esperança de vida és de 30-40 anys.

## Estat de conservació
Hom creu que n'hi ha 2.000 exemplars en estat salvatge i, encara, n'existeixen poblacions en estat acceptable a Sumatra i Borneo, però a la resta de la seua àrea de distribució es troba en un preocupant retrocés a causa de la caça i la destrucció del seu hàbitat (per la construcció de preses i canals, la desforestació, la contaminació de les aigües i les pràctiques de pesca abusives dels pescadors locals que fan que minvi la seua principal font d'aliment). Encara que n'hi ha també un cert nombre d'exemplars a granges de Tailàndia i Indonèsia, es pot assegurar que, en conjunt, es troba en perill d'extinció i, per tant, està catalogat a l'apèndix I del CITES.